# Sefinen Lütschine
Die Sefinen Lütschine ist ein etwa 9 Kilometer langer Bach, der aus dem Sefinental ins Lauterbrunnental im Berner Oberland fliesst und dort von links in die Weisse Lütschine mündet.

## Geographie

### Verlauf
Die Sefinen Lütschine entspringt einem kleinen Firn auf etwa 1980 m ü. M. am Osthang des Jegihoren.
Bei Firten fliesst auf etwa 1420 m ü. M. der ähnlich grosse Sefibach von links zu. Sie läuft weiter durch das Sefinental bis von links auf 1200 m ü. M. der Schiltbach einmündet. Danach zieht sie weiter durch das Tal unterhalb von Gimmelwald. Auf dem letzten Kilometer überwindet die Sefinen Lütschine über 250 Höhenmeter und erreicht das Lauterbrunnental. Dort befindet sich auch der Sefinenfall.
Schliesslich mündet sie in der Nähe von Rütti auf 893 m ü. M. von links in die Weisse Lütschine.

### Einzugsgebiet
Das Einzugsgebiet der Sefinen Lütschine hat eine Grösse etwa 27 km², wobei der höchste Punkt im Einzugsgebiet das Gspaltenhorn eine Höhe von 3436 m ü. M. erreicht. Ein weiterer bekannter Berg im Einzugsgebiet ist das Schilthorn.
Die mittlere Höhe des Einzugsgebietes beträgt 2110 m ü. M., die minimale Höhe liegt bei 894 m ü. M.
Es besteht zu 12,3 % aus bestockter Fläche, zu 28,4 % aus Landwirtschaftsfläche, zu 0,1 % aus Siedlungsfläche, zu 6,6 % aus Gletscher/Firn, zu 1,0 % aus Gewässerfläche und zu 51,6 % aus unproduktiven Flächen.
Flächenverteilung

### Zuflüsse
Zuflüsse von der Quelle zur Mündung mit Name, orographische Richtungsangabe, Länge in Kilometer, Einzugsgebiet in km², Mündungsort, Mündungshöhe. Die Namen der Bäche stammen aus dem WebGIS des Kantons Bern, die Daten aus swisstopo.
- Ahornigraben (links), 0,6 km
- Feistbodengraben I (links), 0,6 km
- Feistbodengraben II (links), 0,5 km
- Feistbodengraben III (links), 0,7 km
- Sefibach (links), 3,6 km, 6,86 km², 0,41 m³/s
- Weschbächli II (links), 1,0 km
- Ortlouwenenwanggraben (rechts), 0,4 km
- Inners Diimiggräbli (rechts), 0,4 km
- Ussers Diimiggräbli (rechts), 0,4 km
- Marteswanggräbli (links), 0,7 km
- Inners Zwilleswanggräbli (rechts), 0,1 km
- Ussers Zwilleswanggräbli (rechts), 0,6 km
- Fyschtertrittgräbli (links), 0,2 km
- Teifgraben (links), 0,6 km
- Wyssbortbächli (rechts), 0,3 km
- (Bach von den) Bir Brunnstuben (rechts), 0,2 km
- Bärepfadgraben (rechts), 0,5 km
- Inner Rässegggraben (rechts), 0,2 km
- Schiltbach (Geisställenbach) (links), 4,0 km, 4,1 km²
- Usser Rässegggraben (rechts), 0,3 km
- Milchbach (rechts), 0,1 km
- Grosses Rufibächli (rechts), 0,2 km
- Chlyns Rufibächli (rechts), 0,2 km

## Hydrologie
An der Mündung der Sefinen Lütschine in die Weisse Lütschine beträgt ihre modellierte mittlere Abflussmenge (MQ) 1.500 l/s. Ihr Abflussregimetyp ist nivo glaciaire und ihre Abflussvariabilität beträgt 17.